# Sixteen Candles
Sixteen Candles (comercializada en España como Dieciséis velas y en Hispanoamérica como Se busca novio) es una película de 1984 protagonizada por Molly Ringwald, Michael Schoeffling y Anthony Michael Hall. La película fue escrita y dirigida por John Hughes.

## Sinopsis
Samantha Baker pronto cumplirá dieciséis años y experimenta una gran tristeza al ver que en su familia pasa desapercibida. Esto se debe a que su hermana está a punto de casarse y, con la excitación que produce el acontecimiento en su familia, los miembros de esta se olvidan de su cumpleaños. Está enamorada del chico más popular de la escuela y, a su vez, el chico "menos" popular lo está de ella. Además, sus abuelos la ponen continuamente en situaciones embarazosas.

## Elenco
- Molly Ringwald como Samantha Baker.
- Paul Dooley como Jim Baker.
- Michael Schoeffling como Jake Ryan.
- Justin Henry como Mike Baker.
- Anthony Michael Hall como Ted, aka "The Geek".
- Haviland Morris como Caroline Mulford.
- Gedde Watanabe como Long Duk Dong.[3]
- Carlin Glynn como Brenda Baker.
- Blanche Baker como Ginny Baker.
- Edward Andrews como Howard Baker.
- Billie Bird como Dorothy Baker.
- Carole Cook como Helen Davis.
- Max Showalter como Fred Davis.
- Liane Curtis como Randy.
- John Cusack como Bryce.
- Darren Harris como Cliff (Wease).
- Deborah Pollack como Marlene, aka "Lumberjack".
- Joan Cusack
- John Kapelos como Rudy Ryszczyk.
- Jami Gertz como Robin.
- Brian Doyle-Murray como Reverendo.
- Zelda Rubinstein como Organista.

## Recepción

### Taquilla
En su primer fin de semana la película recaudó $4.461.520 dólares en 1.240 salas de cine en los Estados Unidos y Canadá, ocupando el segundo lugar. Hacia el final de su recorrido, Dieciséis velas recaudó $23.686.027 dólares frente a un presupuesto de $ 6.5 millones, convirtiéndose en un éxito comercial.

### Críticas
Dieciséis velas fue bien recibida por la crítica y es considerada por muchos como una de las mejores películas del sitio web agregador de 1984. Rotten Tomatoes informó que el 86% de los críticos le dio una calificación positiva, basada en 30 comentarios. El rendimiento de Molly Ringwald fue especialmente elogiado; Variety la llamó "atractiva y creíble" mientras que Roger Ebert escribió que "ofrece un centro perfecto para la historia".

### Premios
En diciembre de 1984, Ringwald y Hall ganaron ambos el Young Artist Awards como "Best Young Actress in a Motion Picture" y "Best Young Actor in a Motion Picture" por sus papeles en la película, respectivamente se convirtieron los primeros y las únicas interpretaciones juveniles en la historia del Young Artist Awards por ganar los premios de Best Leading Actress y Best Leading Actor al mismo tiempo.  En julio de 2008, la película se posicionó el puesto N° 49 en Entertainment Weekly en la lista de "The 50 Best High School Movies".

## Secuela cancelada
En 2005, Ringwald reportó que produciría una secuela de la película. En 2010, Ringwald declaró que no sería una muy buena idea hacer una remake de una gran película clásica.